# Наборана ајкула
Наборана ајкула (лат. Chlamydoselachus anguineus) једна је од две постојеће врсте ајкула из породице Chlamydoselachidae, са широком али неједнаком распрострањеношћу у Атлантском и Тихом океану. Ова врста настањује области спољашњег континенталног прага и горњег континенталног нагиба, углавном близу дна, мада постоје докази о значајним померењима према површини. Јединке су налажене и до дубине од 1.570 метара, мада ретко испод 1.200 метара. У заливу Суруга у Јапану, најчешћа је на дубинама од 50 до 200 метара. С обзиром на то да поседује неке примитивне карактеристике, наборана ајкула је често називана живим фосилом. Достиже дужину од 2 метра и има тамносмеђе јегуљасто тело са леђним, карличним и аналним перајама постављеним далеко уназад. Њено колоквијално име настало је због изгледа њених шест пари шкржних прореза које изгледају ресасто и наборано.
Наборана ајкула свој плен хвата савијањем тела и кретањем унапред попут змије. Дуге, изузетно флексибилне чељусти омогућавају јој да прогута плен цео, док бројни редови малих зуба сличних иглама онемогућавају плен да побегне. Храни се углавном главоношцима, као и кошљорибама и другим морским псима. Ова врста се размножава аплаценталном вивипаријом: ембриони излазе из својих јајних капсула унутар мајчине материце, где опстају превасходно на жуманцету. Период гестације може бити чак три и по године, дужи од свих осталих кичмењака. Величине легла варирају од два до петнаест, а не постоји изражена сезона размножавања. Наборане ајкуле се повремено лове у комерцијалном риболову, али имају малу економску вредност.

## Таксономија и филогенија
Наборану ајкулу је први научно препознао немачки ихтиолог Лудвиг Додерлајн, који је посетио Јапан између 1879. и 1881. године и донео два примерка у Беч. Међутим, његов рукопис који описује врсту био је изгубљен, тако да је први опис наборане ајкуле објавио амерички зоолог Семјуел Гарман, користећи женку дугу 1,5 метар ухваћену у заливу Сагами у Јапану. Његов рад Изванредна ајкула објављен је у зборнику радова Института у Есексу 1884. године. Гарман је нову врсту ставио у засебан род и породицу и дао јој име Chlamydoselachus anguineus, тако да је род добио назив по грчким речима chlamy (набор) и selachus (ајкула), а назив  врсте anguineus на латинском значи „јегуљаста”.
Неколико раних аутора веровало је да наборана ајкула представља живог представника иначе давно изумрле групе Elasmobranchii (морски пси, раже и њихови преци), а те претпоставке биле су засноване на распореду њених зуба, артикулацији горње чељусти директно до лобање и иза очију и њен кичменом стубу налик нотохорди са неизраженим пршљеновима. Гарман је предложио да је наборана ајкула била сродна кладодонтима, сада застарелој таксономској групи која садржи животиње које су живеле током палеозојске ере, попут Cladoselache из девона (пре 416—359 милиона година). Његови савременици Теодор Гил и Едвард Дринкер Коуп су уместо тога наводили да је ова врста повезана са хибодонтима, који су били доминантне ајкуле током мезозојске ере. Коуп је отишао толико далеко да је ову врсту сврста у фосилни род Didymodus.
Новија истраживања открила су да су сличности између наборане ајкуле и изумрле групе можда претеране или погрешно протумачене, те да ова ајкула показује бројне скелетне и мишићне особине које омогућавају готово сигурно позиционирање врсте у групу Neoselachii (данашње ајкуле и раже), тачније у ред Hexanchiformes (иако је систематичар Шигеру Шираи предложио да се наборана ајкула сврста у засебан ред, Chlamydoselachiformes). Без обзира на то, наборана ајкула припада једној од најстаријих група ајкула које још увек постоје, а датира бар од касне креде (пре око 95 милиона година) и вероватно касне јуре (пре 150 милиона година). Због својих древних предака и примитивних карактеристика, наборана ајкула и други припадници ове групе описани су као живи фосили. Међутим, сама наборана ајкула је релативно скора врста, при чему најранији познати фосилни зуби који припадају овој врсти потичу из раног плеистоцена.

## Распрострањеност и станиште
Наборана ајкула је забележена на бројним локацијама које су расуте по Атлантском и Тихом океану. У источном Атлантику се среће изван северне Норвешке, северне Шкотске и западне Ирске, од Француске до Марока, укључујући Мадеиру, и изван Мауританије. У централном Атлантику је забележена на неколико локација дуж Средњоатлантског гребена, од северних Азора до Рио Гранде крај јужног Бразила, као и преко Вавиловог гребена код западне Африке. У западном Атлантику је забележена у водама Нове Енглеске, Џорџије и Суринама. У западном Тихом океану познато је да живи од југоисточног Хоншуа у Јапану до Тајвана, изван Новог Јужног Велса и Тасманије у Аустралији и око Новог Зеланда. У централном и источном Тихом океану пронађена је на Хавајима и Калифорнији у САД-у и на северу Чилеа. Примерци пронађени око јужне Африке описани су као друга врста, C. africana, 2009. године.
Наборана ајкула настањује области спољашњег континенталног прага и горњег континенталног нагиба. Иако је забележена и на дубинама до 1.570 метара, обично се јавља на дубинама већим од 1.000 метара. У заливу Суруга најчешћа је на дубини од 50 до 200 метара, изузев од августа до новембра када температура површинског слоја (тј. првих 100 метара) прелази 15 °C, па наборане ајкуле прелазе у дубље воде. У ретким приликама, ова врста је виђена на површини. Наборана ајкула обично борави близу дна, с тим да је једна јединка примећена како плива преко подручја малих пешчаних дина. Међутим, њена исхрана указује на то да се често креће ка површини у отвореним водама. Забележено је да наборана ајкула показује особину вертикалне миграције, приближавајући се површини воде ноћу како би се хранила. Постоји просторна сегрегација према величини и репродуктивном стању.

## Опис
Својим издуженим, јегуљастим телом и чудним изгледом, наборана ајкула је одавно била повезивана са сличном митском морском змијом. Глава јој је широка и спљоштена са кратким, заобљеном њушком. Ноздрве су представљене вертикалним прорезима, раздвојени на кожним преклопом на два дела. Умерено велике очи су водоравно овалне и немају заштитну мембрану. Велике дуге чељусти су терминално постављене (на крају њушке), за разлику од већине других морских паса. Углови уста су без бразда или набора. Редови зуба су прилично широко распоређени и има их 19—28 у горњој и 21—29 у доњој вилици. Наборана ајкула има око 300 зуба, а сваки је зуб мали, са три витка игличаста шиљка и два удубљења. Има шест пари дугих шкржних прореза које делују као набори због издужених шкржних филамената, по чему је и врста добила име. Први пар шкржних прореза спаја се око грла, формирајући „оковратник”.
Пекторална пераја су кратка и заобљена. Мало дорзално пераје је позиционирано далеко на телу, отприлике насупрот аналном перају, и има заобљен руб. Карлична и анална пераја су велика, широка и заобљена, а такође се налазе на задњем делу тела. Репно пераје је врло дугачко и грубо троугласто, без доњег режња или вентралног зареза на горњем делу. Дуж трбуха има пар дебелих набора коже непознате функције који су раздвојени браздом. Гледајући попречни пресек, женка је нешто већа него мужјак, код које је и карлично пераје смештено ближе аналном перају. Кожне крљушти су мале и обликова као врх длета, с тим да постају веће и оштрије на дорзалном рубу репној пераја.  Ова врста је уједначене тамносмеђе или сиве боје. Наборана ајкула се разликује од јужноафричког рођака, C. africana, по томе што има већи број пршљенова (160—171 наспрам 147), као и по дужој глави и краћим шкржним прорезима. Максимална позната дужина код мужјака износи 1,7 метара, а код женке 2 метра.

## Биологија и екологија
Високо специјализована за живот у дубоком мору, наборана ајкула има смањени, слабо калцификовани скелет и огромну јетру напуњену липидима мале густине, што јој омогућава да са мало труда одржи свој положај у води. То је једна од ретких ајкула са „отвореним” латералним системом, у којој су механорецептивне ћелије смештене у жлебовима који су директно изложени околној морској води. Сматра се да је овакав распоред базалан код ајкула и да може побољшати њену осетљивост на сићушна кретања плена. Велики број набораних ајкула уочен је са реповима којима недостају врхови, што је вероватно последица напада грабљивица попут других врста ајкула. Код ове ајкуле идентификовани су следећи паразити: пантљичаре из рода Monorygma, метиљи врсте Otodistomum veliporum, као и ваљкасти црви Mooleptus rabuka.
Фосили наборане ајкуле са Чатамских острва на Новом Зеланду, датирани на период на граници између креде и палеогена, пронађени су заједно са птицама и четинама четинара, што указује на то да су ове ајкуле у то време живеле у плитким водама. Претходно истраживање других врста Chlamydoselachus показало је да су јединке које живе у плићој води имале веће и јаче зубе како би могле да сломе тела тврдих бескичмењака. Хипотеза је да су наборане ајкуле, преживевши масовно изумирање, имале прилику да искористе испражњене нише у плиткој води и на континенталном прагу, а да је након тога дошло до преласка у дубоке воде, тј. у станишта у којима данас живе. Промена расположивости хране може се одразити на начин на који се морфологија зуба променила тако да су они постали оштрији и окренути према унутра како би лакше ловила животиње меког тела у дубоким водама. Од касног палеоцена до данас, наборане ајкуле су вероватно имале знатно већу конкуренцију, што их је постепено ограничило на њихова тренутна станишта и распрострањеност.

### Исхрана
Дуге чељусти наборане ајкуле изузетно су растегљиве и могу се веома раширити, што јој омогућава да прогута цео плен велики и више од половине саме ајкуле. Међутим, дужина и положај њених чељусти значи да нема толико јак загрижај као што је то случај са осталим ајкулама. Код већине ухваћених јединки је пронађено врло мало желудачног садржаја или га уопште није било, што указује или на чињеницу да наборана ајкула има брзу пробаву или на дуге интервале између храњења. Ова врста се махом храни главоношцима, кошљорибама и мањим морским псима. Откривено је да је једна јединка дугачка 1,6 метара, ухваћена недалеко од Чошија у Јапану, прогутала 590 грама тешку Apristurus japonicus. Лигње чине око 60% исхране наборане ајкуле у заливу Суруга, што укључује не само врсте које се споро крећу и живе дубоко у мору, као што су Chiroteuthis и Histioteuthis, већ и релативно велике, снажне пливаче отвореног океана, као што су Onychoteuthis, Sthenoteuthis и Todarodes.
За сада није истражено на који начин наборана ајкула, наоко слаб пливач, хвала активне, брзе лигње. Једна од могућности је да користи предност повређених лигњи или оних које су исцрпљене и умиру након мрешћења. Са друге стране, можда их лови тако што изненади плен, закриви своје тело и, замахом перајима која се налазе на задњем делу тела, брзо се извије и покрене ка напред, попут змије. Још један начин лова јесте тако што затвори шкрге и створи негативан притисак па на тај начин усиса плен у уста. Многи мали, оштри, повијени зуби наборане ајкуле за које се лигња или њени пипци лако закаче, нарочито ако су ротирани према споља када су чељусти раширене. Посматрања набораних ајкула у заточеништву како пливају са отвореним устима сугеришу да мали зуби, који тако бели светле наспрам остатка уста и тела, можда чак преваре лигње да их нападу и тако се закаче за њих.

### Размножавање
Наборана ајкула показује аплаценталну вивипарију; ембриони који се развијају углавном се хране жуманцетом, мада разлика у тежини између јајета и новорођенчета указује на то да мајка такође пружа додатну исхрану, засад непознатом храном. Одрасле женке имају два функционална јајника и једну функционалну материцу, са десне стране. Не изненађује да не постоји дефинисана сезона размножавања за било који пол, јер ова ајкула настањује дубине на којима је такорећи не постоји сезонски утицај. Могуће здруживање 15 мужјака и 19 женки наборане ајкуле забележено је на Средњоатлантском гребену. Величина легла се креће од два до петнаест, са просеком од шест јаја. Женке овулирају по једно јаје у материцу отприлике једном у две недеље; вителогенеза (стварање жуманцета) и раст нових јаја зауставља се током трудноће, очигледно због недовољног простора унутар телесне шупљине.
Новоовулирана јаја и ембриони у раном стадијуму су затворени у танку, елипсоидну златно-браон капсулу. Када је ембрион дуг 3 центиметра, глава је уперена ка горе или доле, чељусти су једва развијене, шкрге почињу да се појављују и сва пераје су присутна. Капсула се скида када заметак нарасте до 6 до 8 центиметра и избацује се из тела женке; у овом тренутку шкрге у ембриону су потпуно развијене. Величина врећице са жуманцетом углавном остаје константна све док ембрион не достигне дужину од 40 центиметара, након чега почиње да се смањује, углавном или потпуно ишчезавајући у тренутку кад ембрион достигне дужину од око 50 центиметара. Брзина ембрионалног раста просечно износи 1,4 центиметара месечно, па самим тим цео гестациони период може трајати три и по године, што је знатно дуже него код било ког другог кичмењака. Новорођена наборана ајкула је величине 40—60 центиметара; мужјак достиже сексуалну зрелост када нарасту на дужину од 1 до 1,2 метра, а женке на 1,3—1,5 метара.

## Интеракција са људима
Наборана ајкула је до сада ретко сретана жива, па стога не представља опасност за људе. Дана 27. августа 2004. године, прво опажање ове врсте у њеном природном станишту, начинило аутоматско возило ROV Johnson Sea Link II, на платоу Блејк, на југоистоку Сједињених Држава. Дана 21. јануара 2007. године, јапански рибар открио је на површини живу женку дугу 1,6 метара, која је тамо можда била због болести или због топле воде. Јединка је донета у морски парк Авашима у Шизукои, где је умрла после неколико сати. Гарман и бројни аутори након њега, наводили су наборану ајкулу као објашњење за уочавање митских морских змија. Због скромне величине наборане ајкуле, неки зоолози сматрају да је постојао њен џиновски сродник, поготово због тога што су на основу фосила познате веће врсте ајкула из групе Chlamydoselachus.
До сада је мали број набораних ајкула случајно ухваћен у оквиру комерцијалног риболова широм света. Такви случајеви су чешћи у заливу Суруга, где се често ухвате у мреже намењене љускавкама и другим рибама и шкампима. Јапански риболовци је више сматрају за сметњу него за улог, пошто им оштећује мреже. Ова ајкула се понекад продаје због меса или прерађује у рибље брашно, али не у економски значајној мери. У јуну 2018. године Министарство за заштиту животне средине Новог Зеланда, у оквиру система класификације претњи Новог Зеланда, класификовало је напуштену наборану ајкулу као врсту „под ризиком” због тога што није превише честа у природи, са појашњењима да су подаци недовољно доступни и да је у другим државама честа врста. Због врло ниске стопе репродуктивности и сталног ширења комерцијалног рибарства у оквиру станишта ове врсте, Међународна унија за заштиту природе претходно је наборану ајкулу навела као скоро угрожену врсту, али је ипак ова ајкула сврстана у категорију „најмања брига” 2016. године.
У децембру 2014. године, капетан брода, Давид Гијо, ухватио је наборану ајкулу дужине 1,5 метара, док је „ловио у водама више од 1.000 метара дубоким” у држави Викторија у Аустралији. Ајкула је одведена у Научну и индустријску истраживачку организацију, где је потврђено да се ради о овој врсти.
Почетком априла 2017. године, током снимања емисије за јапанску телевизију, у Токијском заливу је уснимљен живи примерак наборане ајкуле.
У августу 2017. године, група научника ухватила је наборану ајкулу дугачку 1,5 метара у водама Портимаа у Португалу. Мужјак наборане ајкуле извучен је са дубине од око 700 метара. Дана 14. новембра 2017. године, истраживачи су пријавили да је још једна наборана ајкула ухваћена у близини обале Португала.